# 張居仁 (萬曆進士)
張居仁（1559年—1600年），字叔廣，號育華，直隶真定府趙州（今河北石家庄趙縣）人。明朝政治人物、進士出身。

## 生平
居仁生而颖异，七岁能诗文，十八舉秀才，中萬曆十三年（1585年）乙酉科舉人，萬曆十七年（1589年）登己丑科進士，户部觀政，六月授山西高平知縣，十九年同考山西鄉試，二十年調用，補高郵州判官，二十一年升城武知县，二十二年調繁囗囗县，仍留城武县，二十五年升山東膠州知州，忌者中之，二十六年以考察謫楚藩幕（湖廣布政司照磨）。随大司马李化龍征播州杨应龙，火攻海龙囤，遂灭之磨盾，草露布，署稿尾曰「口吐血，眼流血，想是英雄肝胆裂，一片赤心坚似铁。」萬曆二十八年六月以勞瘁染病，卒于军中，三十三年叙功赠兵部職方司郎中，予诰命，立牌坊，敕有司岁给粟赡其妻子。

## 家族
曾祖张山。祖父张暹。父张时泰，嘉靖四十三年甲子舉人，贈奉直大夫。兄张居敬，字伯简，號可斋，隆慶元年丁卯舉人，歴仕至陕西巩昌府知府、庄浪道副使。